# Моррасале
Моррасале (Маррасале, Марре-Сале, Марресале) — упразднённое село Ямальского района Ямало-Ненецкого автономного округа России. Исключено из учётных данных в 2006 году.

## География
Расположено на побережье Карского моря, Байдарацкая губа у одноимённого мыса, образованного впадением реки.

## История
В июне 1912 году в связи с необходимостью создание системы наблюдений за ледовой обстановкой и состоянием погоды (для постоянного обеспечения этими сведениями судов, в том числе направляющихся в Карское море), было принято решение о строительстве радиотелеграфной станции в приустье реки Маре-Яга на мысе Марре-Сале на Ямале. Строительство станции шло с затруднениями из-за сложной ледовой обстановки в Байдарацкой губе и задержками в доставке стройматериалов и продовольственных товаров. Однако в ноябре 1912 года был осуществлён первый сеанс радиосвязи.

## Население
| 1989 | 2002 |
| ---- | ---- |
| 8    | ↘0   |